# خمخانه
خُمخانَه یا خُمخانِه سردابی است که خم‌های شراب را در آن نگهداری می‌کنند.
خمخانه‌ها بیشتر در سرداب بنا نهاده می‌شوند که زیر زمین است و دمای آن خنک می‌ماند. در یک خمخانهٔ پویا موارد مهمی مانند دما و نمناکی در اندازه‌ای همیشگی نگهداری می‌شوند که مِی در آب و هوای دلخواهش بماند و دلپسندتر شود.